# Loek Geeraedts

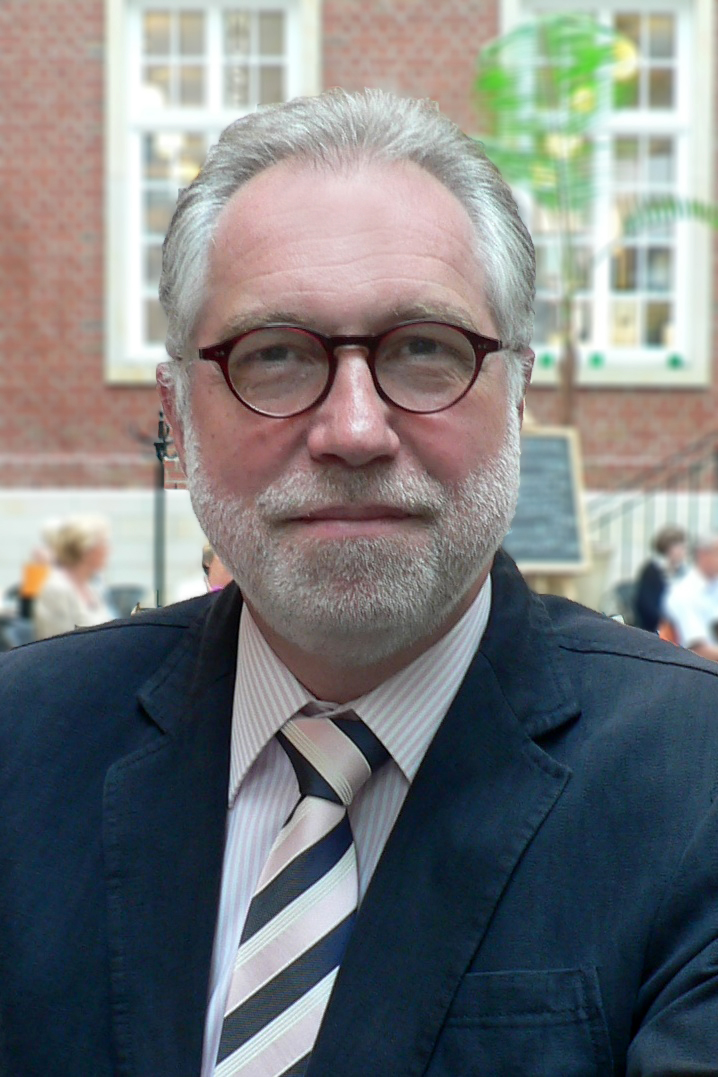
Loek Geeraedts (2009)

Louis Agnesius Johannes Maria (Loek) Geeraedts (* 21. Februar 1951 in Venlo, Niederlande) ist ein niederländischer Philologe. Er war von 1989 bis 2016 Geschäftsführer des Zentrums für Niederlande-Studien der Universität Münster.

## Leben
Loek Geeraedts wurde als viertes Kind und dritter Sohn von Jan Geeraedts (1913–1989) und Do Geeraedts-Peters (1915–1999) in der limburgischen Grenzstadt Venlo geboren. Er wuchs dort mit seinen Geschwistern Wim (1943–1972), Helmy (1944) und Rob (1947) heran.
Geeraedts ist verheiratet und hat drei Kinder: Roland (1981), Sebastian (1983) und Etienne (2001).

### Ausbildung
Loek Geeraedts besuchte von 1958 bis 1964 die Volksschule St. Martinus in Venlo. Von 1964 bis 1970 war er auf dem Internat des Bisschoppelijk College im niederländischen Weert und schloss am 2. Juni 1970 das Neusprachliche Gymnasium mit dem Abitur ab.
Seit dem Wintersemester 1970/1971 war Geeraedts an der Universität Münster zunächst für die Fächer Germanistik, Geschichte und Politikwissenschaft, später für die Fächer Germanistik, Niederlandistik und Allgemeine Sprachwissenschaft eingeschrieben. Daneben besuchte er Vorlesungen und Seminare in den Fächern Kunstgeschichte, Musikwissenschaften und Volkskunde.
1971 musste er sein Studium bis zum Sommersemester 1972 für den niederländischen Militärdienst unterbrechen. Seit 1976 war er zudem an der Rijksuniversiteit Groningen für Germanistik und Niederlandistik eingeschrieben. Dort machte er im April 1978 sein Staatsexamen (doctoraal). Wenige Monate später erlangte er an der Universität Münster den akademischen Grad des Magister artium.

### Akademische Laufbahn
Am 1. August 1978 wurde Geeraedts wissenschaftlicher Assistent am Niederländischen Seminar (später Institut für Niederländische Philologie) der Universität Münster, zuständig für die ältere niederländische Literatur bis einschließlich des 18. Jahrhunderts.
In den ersten Jahren veröffentlichte er eine Reihe von Büchern und Aufsätzen unter anderem zur niederländischen Tradition und zu den Illustrationen von Sebastian Brants Narrenschiff, zum mittelalterlichen Van den vos Reynaerde (Fuchstradition) und zum Till Eulenspiegel.
1984 wurde er mit einer Dissertation zur mittelniederdeutschen Stockholmer Sammelhandschrift Cod. Holm. Vu 73 zum Dr. phil. promoviert.
Im Sommer 1988 wurde Geeraedts vom Rektorat der Universität Münster mit der Planung zur Gründung eines Instituts für die Erforschung der Niederlande beauftragt. Zum Sommersemester 1989 nahm das Zentrum für Niederlande-Studien seinen Betrieb auf. Geeraedts wurde zum Geschäftsführer ernannt.

### Zentrum für Niederlande-Studien
Das Zentrum für Niederlande-Studien ist die einzige wissenschaftliche Einrichtung in Deutschland, die sich in Lehre, Forschung und wissenschaftlicher Dienstleistung fächerübergreifend mit den Niederlanden, Flandern, Deutschland sowie den Beziehungen und Austauschprozessen zwischen diesen Regionen befasst. Es will zu einem tieferen Verständnis des niederländischsprachigen Gebiets in Europa beitragen und die Beziehungen zwischen Deutschland, Belgien und den Niederlanden fördern.
Das Zentrum ist forschend im Bereich der deutsch-niederländischen Beziehungen tätig und veröffentlicht die Ergebnisse der Forschung in eigenen Reihen wie etwa den Niederlande-Studien oder im Jahrbuch des Zentrums für Niederlande-Studien. In der Lehre bietet das Zentrum einen interdisziplinären Bachelor-Studiengang sowie einen binationalen Master-Studiengang in Zusammenarbeit mit der Radboud Universiteit Nijmegen an. Daneben betreibt das Zentrum das online-Informationsportal NiederlandeNet sowie ein Landeskundliches Schulprojekt Niederlande.
Das Zentrum für Niederlande-Studien wurde am 9. November 1989 offiziell eröffnet. Horst Lademacher wurde 1990 zum ersten Direktor des Zentrums berufen. 1999 wurde Friso Wielenga sein Nachfolger. Das Zentrum war anfangs am Prinzipalmarkt 34 (Haus Harenberg) untergebracht.

### Haus der Niederlande
1992 beschloss die Stadt Münster, im ehemaligen Krameramtshaus, das 1589 im Auftrag der Kaufmannsgilde der Stadt erbaut worden war, nach dem Auszug der Stadtbücherei ein Haus der Niederlande zu schaffen. Geeraedts wurde mit der Planung, dem Umbau und der Einrichtung des Hauses beauftragt. Am 15. Mai 1995 wurde das Haus der Niederlande im Krameramtshaus offiziell eröffnet.
Es sind dort seither das Zentrum für Niederlande-Studien und das Institut für Niederländische Philologie der Universität Münster sowie das Sondersammelgebiet Niederländischer Kulturkreis der Universitäts- und Landesbibliothek Münster untergebracht. Ferner befindet sich im Haus der Niederlande die Geschäftsstelle des Vereins der Kaufmannschaft zu Münster von 1835 sowie der Fachvereinigung Niederländisch e.V.

## Mitgliedschaften
Geeraedts ist Mitglied:
- der Maatschappij der Nederlandse Letterkunde
- der Kommission für Mundart- und Namenforschung Westfalens[7]
- der Bundesgemeinschaft für deutsch-niederländische Zusammenarbeit, seit 2015 Vorsitzender

## Schriften

### Bücher (als Autor oder (Mit-)Herausgeber)
- Sebastian Brant, Das neue Narrenschiff. Dortmund 1981, ISBN 3-8216-1110-3.
- Sebastian Brant, Der sotten schip. Antwerpen 1548, verzorgd en van een nawoord voorzien, Middelburg 1981.
- Die Stockholmer Handschrift Cod. Holm. Vu 73. Edition und Untersuchung einer mittelniederdeutschen Sammelhandschrift, Wien 1984 (Niederdeutsche Studien 32), ISBN 3-412-05384-8.
- Het Volksboek van Ulenspieghel. Naar de oudste, bewaard gebleven druk van Michiel Hillen van Hoochstraten te Antwerpen uit de eerste helft van de 16de eeuw, vertaald, ingeleid en van aantekeningen voorzien, Kapellen/Amsterdam 1986, ISBN 90-289-1155-3.
- Franco-Saxonica. Münstersche Studien zur niederländischen und niederdeutschen Philologie. Jan Goossens zum 60. Geburtstag, Neumünster 1990, ISBN 3-529-04517-9.
- Renke de Vos – Lübeck 1498. Zur Geschichte und Rezeption eines deutsch-niederländischen Bestsellers. Münster 1998.
- Die Nachbarn im Visier. 10 Jahre Ausstellungen und Veranstaltungen im Haus der Niederlande in Münster 1995–2005. Münster 2005.

### Mitherausgeber
- des Jahrbuchs des Zentrums für Niederlande-Studien.
- und der Reihe Niederlande-Studien.

### Beiträge (in Fachzeitschriften, Sammelbänden etc.)
- Der zotten ende der narrenschip. Zur niederländischen Tradition des Narrenschiffs von Sebastian Brant. In: Niederdeutsches Wort 19 (1979), S. 29–66.
- Zu den Illustrationen in den niederländischen Ausgaben von Sebastian Brants Narrenschiff. In: Niederdeutsches Wort 20 (1980), S. 56–72.
- Van den Vos Reynaerde. Eine beschreibende Bibliographie der Sekundärliteratur zwischen 1944 und 1976. In: Reynaert, Reynard, Reynke. Studien zu einem mittelalterlichen Tierepos, herausgegeben von Jan Goossens und Timothy Sodmann, Köln/Wien 1980, S. 282–323.
- Die Straßburger Narrenschiff-Ausgaben und ihre Holzschnitte. In: Philobiblon XXIV (1980), S. 299–327.
- Zu der sog. ‚Antwerpener’ Holzschnittserie in der niederländischen Tradition von Sebastian Brants Narrenschiff. In: Quaerendo XI (1981), S. 24–33.
- Ulenspiegel in den Niederlanden. Bestandsaufnahme und Desiderata. In: Hermen Bote. Bilanz und Perspektiven der Forschung. Beiträge zum Hermen-Bote-Kolloquium vom 3. Oktober 1981 in Braunschweig, herausgegeben von Herbert Blume und Werner Wunderlich, Göppingen 1982, S. 93–108.
- Eulenspiegel in den Niederlanden vor Charles de Coster. In: Eulenspiegel-Jahrbuch 25 (1985), S. 11–29.
- Literarische Beziehungen zur Zeit der Hanse. Zur Entmythologisierung einer Stammlerschen These. In: Sprachkontakt in der Hanse. Aspekte des Sprachausgleichs im Ostsee- und Nord-seeraum. Akten des 7. Internationalen Symposions über Sprachkontakt in Europa, Lübeck 1986, herausgegeben von P. Sture Ureland, Tübingen 1987, S. 107–121.
- Von Jostes zu Goossens. Zur Geschichte der Niederlandistik in Münster 1920-1990. In: Franco-Saxonica. Münstersche Studien zur niederländischen und niederdeutschen Philologie. Jan Goossens zum 60. Geburtstag, herausgegeben von Robert Damme, Loek Geeraedts, Gunter Müller und Robert Peters, Neumünster 1990, S. 569–585.
- sowie zahlreiche Beiträge im Jahrbuch des Zentrums für Niederlande-Studien.